# Aerologie
Aerologie je obor meteorologie zabývající se atmosférou v jejím vertikálním směru. K tomu používá speciální nosiče meteorologické měřicí techniky: rakety, balóny, letadla. Radiosondy obvykle přímo měří tlak, teplotu a vlhkost, tzv. PTU (Pressure, Temperature, hUmidity). Ze změny polohy radiosondy a změn tlaku v průběhu výstupu sondy se odvozuje rychlost a směr větru v jednotlivých výškách, resp. tlakových hladinách.